# Hochalmsattel
Hochalmsattel är ett bergspass i Österrike.   Det ligger i distriktet Innsbruck-Land och förbundslandet Tyrolen, i den västra delen av landet, 400 km väster om huvudstaden Wien. Hochalmsattel ligger 1 998 meter över havet.
Terrängen runt Hochalmsattel är bergig. Runt Hochalmsattel är det ganska tätbefolkat, med 166 invånare per kvadratkilometer.. Närmaste större samhälle är Innsbruck, 19,2 km söder om Hochalmsattel. 
Trakten runt Hochalmsattel består i huvudsak av gräsmarker.